# La Leyenda de los Volcanes

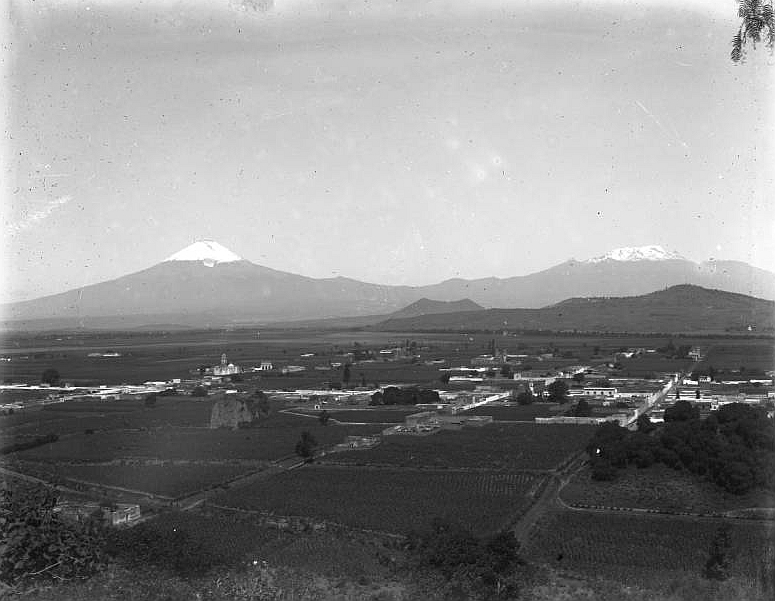
Les volcans Popocatépetl et Iztaccíhuatl au Mexique (1906)Vue de la vallée de Puebla.

La Leyenda de los Volcanes, en français « La légende des Volcans », est la légende aztèque de Popocatépetl et Ixtaccíhuatl. Elle fournit une explication mythologique à la présence de ces deux volcans du Mexique Popocatépetl et Ixtaccíhuatl.

## Légende
Il y a des milliers d'années, l'empire aztèque étant à son apogée, il en profitait pour demander une sorte d’impôt aux tribus voisines. Un jour, le chef des Tlaxcaltecas, ennemis des Aztèques, décida de se battre pour la liberté de son peuple. Il avait une fille, Iztaccíhuatl. Cette dernière était amoureuse d'un guerrier, Popocatépetl. Leur amour était réciproque. Le père de la jeune fille promit sa main à Popocatépetl, à condition qu'il revienne victorieux de sa guerre contre les Aztèques, ce qui était selon lui impossible. Le guerrier partit donc avec son armée. Pendant son absence, l'un de ses rivaux amoureux en profita pour annoncer sa mort à Iztaccíhuatl. La malheureuse ne pouvant supporter la mort de son amour Popocatépetl, elle mourut de tristesse. Lorsque ce dernier revint victorieux, il s'effondra en apprenant la mort de sa promise. Mais il voulut lui rendre hommage. Pour cela il lui fit construire un immense tombeau en rassemblant dix collines pour en faire une montagne. Il la prit ensuite dans ses bras et l'emmena au sommet de la montagne. Là il alluma une torche et s'agenouilla pour veiller sur elle éternellement. 
Ayant pitié de leur sort, les dieux ont recouvert leur corps de neige et les ont changés en volcan. Iztaccíhuatl est ainsi appelée « femme endormie », en raison de sa ressemblance avec un corps de femme allongé, et Popocatépetl devient le volcan du même nom, faisant pleuvoir de rage le feu sur terre. En effet la légende ajoute que lorsque le guerrier Popocatépetl repense à sa bien-aimée, son cœur empli du feu de la passion éternelle tremble et cela secoue sa torche encore fumante. C'est ainsi que l'on peut voir le volcan Popocatépetl cracher des fumerolles.